# Asbach Uralt

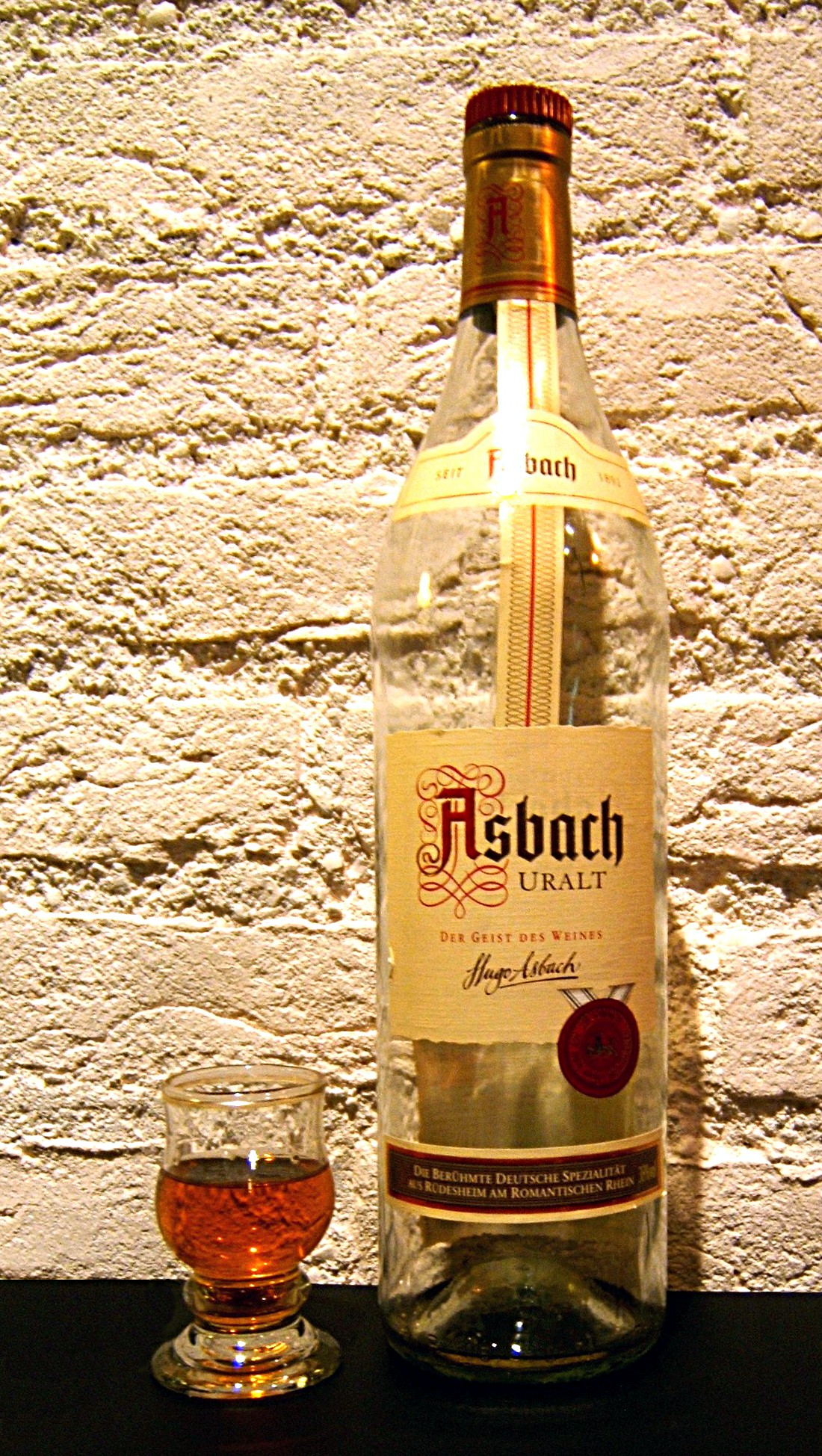

Asbach Uralt (care s-ar putea traduce cu Asbach străvechi) este una dintre cele mai vechi mărci germane de coniac. Denumirea lui provine de la Hugo Asbach, care în 1892 a fondat în orașul Rüdesheim am Rhein o firmă de export de coniac german. 
Asbach era de profesie distilator și a trăit o perioadă de timp în Franța. Produsele sale au fost puse inițial pe piață sub numele „Rüdesheimer Cognac” (Coniac din Rüdesheim). În 1907 Asbach a introdus denumirea de Weinbrand (vinars) pentru a desemna coniacul produs în Germania, termen pe care l-a patentat. Deoarece noul termen nu era încă bine cunoscut în Germania, el a folosit denumirea de „Weinbrand-Cognac”. Încă înainte de Primul Război Mondial era răspândit termenul de „coniac vechi german”. Prin Tratatul de la Versailles producătorilor germani le-a fost interzis să folosească denumirea franceză de „cognac”. Ca urmare, de atunci se folosește termenul de „Weinbrand” (vinars), termen care a fost preluat în 1923 de Legea vinului din Germania.